# Wilde (phim)
Wilde là một bộ phim tiểu sử của Anh năm 1997 do Brian Gilbert đạo diễn và Stephen Fry đóng vai chính. Kịch bản của Julian Mitchell dựa trên tiểu sử đoạt giải Pulitzer năm 1987 của Oscar Wilde của Richard Ellmann.

## Nội dung
Bộ phim mở đầu bằng cuộc viếng thăm năm 1882 của Oscar Wilde tới Leadville, Colorado trong chuyến diễn thuyết tại Hoa Kỳ. Mặc dù tính cách hào nhoáng và hóm hỉnh, anh ta chứng tỏ mình là một người thành công với những người khai thác bạc địa phương khi anh ta kể lại những câu chuyện về thợ bạc thời Phục hưng Benvenuto Cellini.
Wilde trở về London và cưới Constance Lloyd (Jennifer Ehle) và họ sớm có hai đứa con trai gần tuổi nhau. Trong khi đứa con thứ hai của họ vẫn còn là một đứa trẻ sơ sinh, cặp vợ chồng gặp một người Canada trẻ tên là Robbie Ross (Michael Sheen), người đã dụ dỗ Wilde và giúp anh ta thỏa thuận với xu hướng đồng tính luyến ái của mình. Trong đêm khai mạc vở kịch Lady Windermere's Fan, Wilde được giới thiệu với nhà thơ Lord Alfred Douglas (Jude Law), người mà anh ta đã gặp một thời gian ngắn trước đó, và hai người rơi vào một mối quan hệ say đắm và nóng bỏng.
Chủ nghĩa khoái lạc Douglas không bằng lòng duy trì tình trạng một vợ một chồng và thường xuyên tham gia vào các hoạt động tình dục với những chàng trai bao trong khi người yêu lớn tuổi của anh ta đóng vai trò là người xem.
Cha của Douglas, hầu tước xứ Queensberry (Tom Wilkinson), phản đối mối quan hệ của con trai ông với Wilde và hạ bệ nhà viết kịch ngay sau khi mở ra The Importance of Being Earnest. Khi Wilde kiện Hầu tước vì tội phỉ báng, xu hướng đồng tính luyến ái của anh ta bị phơi bày công khai; cuối cùng anh ta bị xét xử vì sự thiếu đứng đắn và bị kết án hai năm lao động khổ sai. Trong tù, anh ta được vợ đến thăm, anh ta nói rằng cô ta không ly dị anh ta mà đang đưa con trai của họ đến Đức và anh ta được chào đón khi đến thăm miễn là anh ta không bao giờ gặp lại Douglas. Wilde được ra tù và đi thẳng đến Châu Âu lưu vong. Bất chấp lời khuyên hay sự phản đối của người khác, cuối cùng anh cũng gặp Douglas.
Xuyên suốt bộ phim, một phần của câu chuyện Wilde rất được yêu thích The Selfish Giant được dệt nên, đầu tiên là Wilde kể chuyện cho các con của mình, sau đó là người kể chuyện, kết thúc câu chuyện khi bộ phim kết thúc.

## Diễn viên
- Stephen Fry vai Oscar Wilde
- Jude Law vai Lord Alfred "Bosie" Douglas
- Tom Wilkinson vai John Douglas, Hầu tước thứ 9 xứ Queensberry
- Jennifer Ehle vai Constance Lloyd Wilde
- Gemma Jones vai Sibyl Douglas, Nữ hầu tước xứ Queensberry
- Judy Parfitt vai Lady Mount-Temple
- Michael Sheen vai Robbie Ross
- Vanessa Redgrave vai Jane Francesca Agnes "Speranza", Lady Wilde
- Zoë Wanamaker vai Ada Leverson
- Ioan Gruffudd vai John Gray
- Albert Welling vai Arthur
- Orlando Bloom vai Rentboy